# 青木正博
青木 正博（あおき まさひろ、1948年 - ）は、日本の地球科学者。専門は鉱物学。理学博士（1977年）（学位論文「wairakiteの鉱物学的および地球化学的研究」）。

## 略歴
- 1948年、兵庫県神戸市生まれ。
- 1972年、東京大学理学部地学科卒業
- 1974年、東京大学大学院理学系研究科鉱物学専攻修士課程修了
- 1977年、東京大学大学院理学系研究科博士課程修了。学位論文の題は、「wairakiteの鉱物学的および地球化学的研究」
- 弘前大学、東京大学を経て工業技術院地質調査所入所。
- 独立行政法人産業技術総合研究所地質調査総合センター地質標本館元館長。

## 受賞歴
- 平成20年度科学技術分野の文部科学大臣表彰科学技術賞（理解増進部門）受賞[1]。

## 著書・訳書
- Tetsuro Urabe and Masahiro Aoki, ed (1992) (英語). Mineral deposits of Japan and the Philippines. Tokyo: Society of Resource Geology
- 通商産業省工業技術院地質調査所編『日本の岩石と鉱物』東海大学出版会、1992年。ISBN 4-486-01201-1。
- 豊遙秋、青木正博『検索入門 鉱物・岩石』保育社、1996年。ISBN 4-586-31040-5。
- 産業技術総合研究所地質標本館編『地球 - 図説アースサイエンス』誠文堂新光社、2006年。ISBN 4-416-20622-4。
- ロナルド・ルイス・ボネウィッツ 著、青木正博 訳『岩石と宝石の大図鑑 - 岩石・鉱物・宝石・化石の決定版ガイドブック』誠文堂新光社、2007年。ISBN 978-4-416-80700-2。
- 青木正博『鉱物・岩石の世界 - 地球からのメッセージ』誠文堂新光社〈子供の科学・サイエンスブックス〉、2008年。ISBN 978-4-416-20802-1。
- 青木正博『鉱物図鑑 - 美しい石のサイエンス』誠文堂新光社、2008年。ISBN 978-4-416-80851-1。
- 青木正博、目代邦康『地層の見方がわかるフィールド図鑑 - 地層を見に行こう地形や鉱物を調べよう』誠文堂新光社、2008年。ISBN 978-4-416-20814-4。
- 地質情報整備・活用機構編著『宝石・鉱物手帳 - 神秘の石の世界をのぞいてみよう』青木正博監修、JTBパブリッシング〈大人の遠足book〉、2009年。ISBN 978-4-533-07226-0。
- 青木正博、目代邦康・澤田結基『地形がわかるフィールド図鑑』誠文堂新光社、2009年。ISBN 978-4-416-20927-1。
- 青木正博『鉱物分類図鑑 - 見分けるポイントがわかる』誠文堂新光社、2011年。ISBN 978-4-416-21104-5。
- 加藤碵一・青木正博『賢治と鉱物』工作舎、2011年。ISBN 978-4-87502-438-5。
- 青木正博監修『鉱物コレクション』誠文堂新光社、2014年。ISBN 978-4-416-11369-1。